# Fläsch
Fläsch (Italiaans (verouderd): Fiasca of Flasca) is een gemeente en plaats in het Zwitserse kanton Graubünden, en maakt deel uit van het district Landquart. Het is het noordelijkste dorpje van de Bündner Herrschaft. Fläsch telt 587 inwoners en ligt op een hoogte van 528 meter.

## Geboren
- Barbara Bansi (1777-1863), kunstschilderes